# Aqsis
Aqsis 是一个符合RenderMan规范，可免费自由获取的渲染软件包，以GPL发布，软件的有些部分则是在LGPL下发布。Aqsis项目的主要作者和项目负责人是Paul Gregory。
Aqsis项目包括一个渲染器、着色器编译器和其他一些组件，和皮克斯的PRMan一样，它是Reyes渲染架构的一个实现。和许多其他开源项目一样，Aqsis项目存放于SourceForge上，并处于持续和活跃的开发中。
由于Aqsis的Reyes渊源，它缺少一些高级的全局照明特性，比如光线跟踪。根据计划，Aqsis项目打算在1.8 版里加入基于点云的全局照明、重写RIB解析器、移植到QT界面和使用BSD风格许可的协议，在2.0版里加快渲染速度，使之交互性更强。
MakeHuman项目使用Aqsis来渲染真实的人类形体。